# Conte di Drogheda
Conte di Drogheda è un titolo nobiliare inglese nella Parìa d'Irlanda.

## Storia

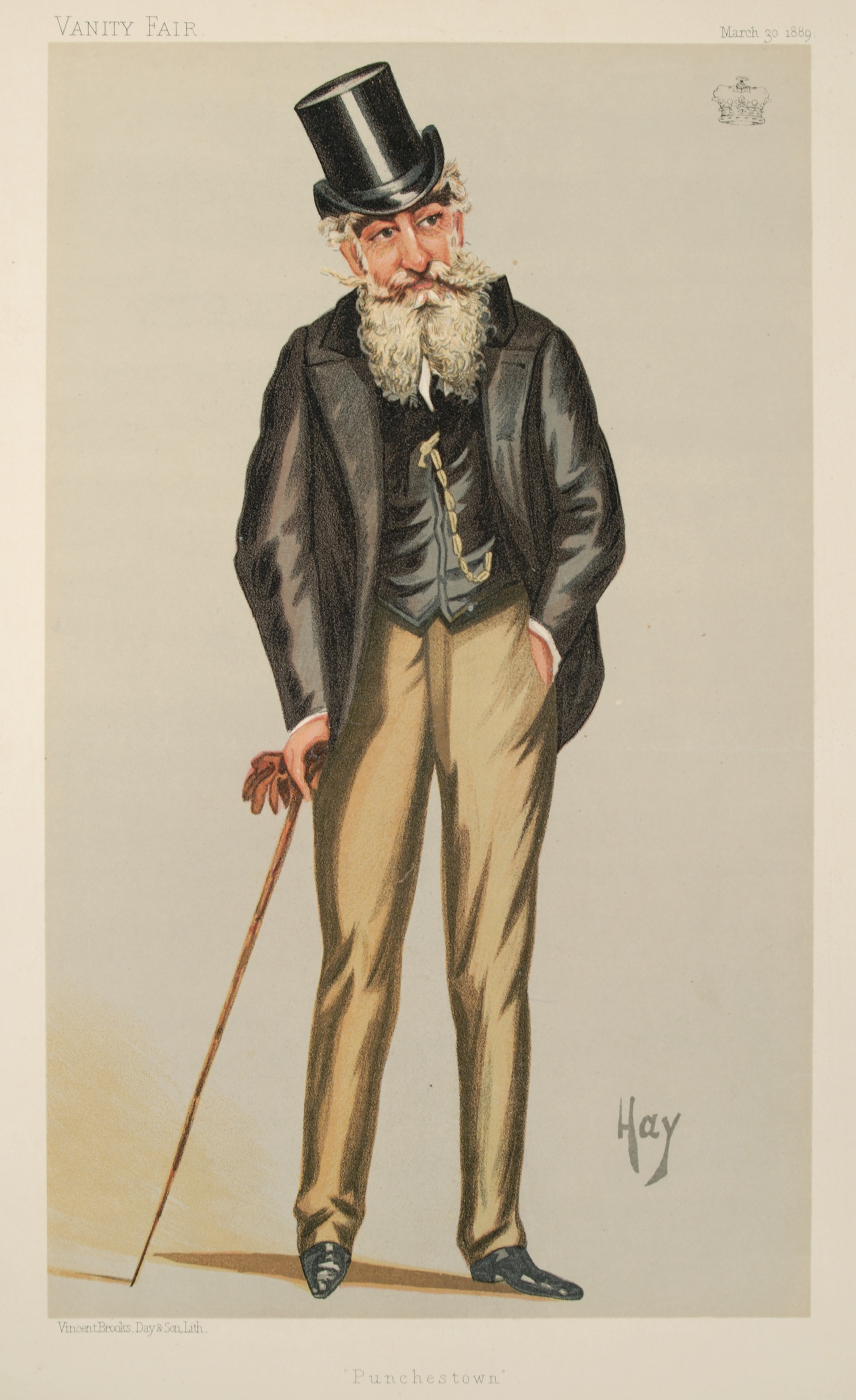
"Punchestown". Henry Moore, III marchese di Drogheda, in una caricatura del Vanity Fair, marzo 1889.

Il titolo venne creato nel 1661 per Henry Moore, III visconte Moore.
La famiglia Moore discende da Sir Garrett Moore, strenuo amico e sostenitore di Hugh O'Neill, il Gran Conte di Tyrone, che ospitò nella propria abitazione i negoziati che portarono al Trattato di Mellifont nel 1603 che pose fine alla Guerra dei Nove anni. Questi fu inoltre parlamentare per le costituenti di Dungannon nella camera dei comuni irlandese, e fu presidente di Munster. Nel 1616 venne elevato nella parìa d'Irlanda col titolo di Barone Moore, di Mellefont nella  contea di Louth. Venne ulteriormente onorato nel 1621 col titolo di Visconte Moore, di Drogheda, sempre nella parìa d'Irlanda. Venne succeduto nel 1628 da suo figlio Charles, II visconte, che rimase ucciso nella Battaglia di Portlester combattendo per Carlo I nella guerra civile inglese. Charles venne succeduto da suo figlio Henry, il già menzionato III visconte, che venne elevato al titolo di Conte di Drogheda, nel 1661. Il figlio minore del I conte, Henry, III conte (che succedette a suo fratello maggiore nel 1679), assunse il cognome di Hamilton succedendo in eredità a suo cognato, Henry Hamilton, II conte di Clanbrassil.
Il III conte venne succeduto da suo nipote Henry, il IV conte, il quale morì senza eredi sopravvissutigli ed in giovane età e venne pertanto succeduto da suo fratello minore, Edward, il V conte, che precedentemente era stato parlamentare per la costituente di Dunleer al parlamento irlandese. Il figlio e successore di Edward, il VI conte, fu un noto soldato e politico. Nel 1791 venne creato Marchese di Drogheda nella parìa d'Irlanda. Nel 1801 venne anche creato Barone Moore, di Moore Place nella Contea di Kent, nella Parìa del Regno Unito, che gli consentì automaticamente di sedere nella camera dei lords inglese.
Suo figlio primogenito Charles, il II marchese, soffrì di problemi mentali e morì senza eredi e venne succeduto da suo nipote, Henry, III marchese, figlio di lord Henry Moore, figlio secondogenito del I marchese. Il III marchese prestò servizio come Lord Luogotenente di Kildare tra il 1874 ed il 1892, ma non ebbe eredi ed alla sua morte nel 1892 il marchesato e la baronìa del 1801 si estinsero. Venne succeduto nei rimanenti titoli da suo cugino di secondo grado, Ponsonby Moore, che divenne IX conte. Questi era pronipote di Ponsonby Moore, figlio minore del V conte e fratello del I marchese e venne eletto nella camera dei lords irlandese nel 1899. Venne succeduto da suo figlio, Henry, il X conte, che venne eletto pari d'Irlanda nel 1913. Nel 1954 Henry venne creato Barone Moore, di Cobham nella Contea del Surrey, nella Parìa del Regno Unito, fatto che gli permise di sedere automaticamente anche ella camera dei lords inglese. Venne succeduto da suo figlio, Charles, l'XI conte, che fu giornalista e uomo d'affari. Attualmente i titoli sono passati al figlio di quest'ultimo, il XII conte, che è succeduto al padre nel 1989 e svolge l'attività di fotografo professionista col nome d'arte di "Derry Moore".
Il titolo della contea è pronunciato "Dro-hed-ah" in Iranda e "Draw-dah" in Inghilterra.
La sede della famiglia fu Moore Abbey, presso Monasterevin, Contea di Kildare.

## Visconti Moore (1621)
- Garret Moore, I visconte Moore (m. 1627)
- Charles Moore, II visconte Moore (1603–1643)
- Henry Moore, III visconte Moore (m. 1675) (creato Conte di Drogheda nel 1661)

## Conti di Drogheda (1661)
- Henry Moore, I conte di Drogheda (m. 1675)
- Charles Moore, II conte di Drogheda (m. 1679)
- Henry Hamilton-Moore, III conte di Drogheda (m. 1714)
- Henry Moore, IV conte di Drogheda (1700–1727)
- Edward Moore, V conte di Drogheda (1701–1758)
- Charles Moore, VI conte di Drogheda (1730–1822) (creato Marchese di Drogheda nel 1791)

## Marchesi di Drogheda (1791)
- Charles Moore, I marchese di Drogheda (1730–1822)
- Charles Moore, II marchese di Drogheda (1770–1837)
- Henry Francis Seymour Moore, III marchese di Drogheda (1825–1892)

## Conti di Drogheda (1661; ripristinato)
- Ponsonby William Moore, IX conte di Drogheda (1846–1908)
- Henry Charles Ponsonby Moore, X conte di Drogheda (1884–1957)
- Charles Garrett Ponsonby Moore, XI conte di Drogheda (1910–1989)
- Henry Dermot Ponsonby Moore, XII conte di Drogheda (n. 1937)

L'erede apparente è il figlio dell'attuale detentore del titolo, Benjamin Garrett Henderson Moore, visconte Moore (n. 1983).